# S-25航空火箭彈
S-25航空火箭彈（俄语：С-25）是一系列由苏联空軍研製的航空型火箭彈系武器，被軍用飛機用以攻擊地面半硬和堅硬目標。目前它仍在俄羅斯空軍和各種出口客戶當中服役。名稱來自火箭的直徑，250毫米（9.84英寸）。它可從僅裝填一枚火箭的O-25火箭筴艙中發射。

## 研發歷史
1965年，蘇聯空軍決定制定研發展這種武器的計劃。以成功發射的S-24藍本，再加以研發一種具有超大口徑破片彈頭的新型火箭彈。諾德爾曼精密工程設計局（前OKB-16設計局）獲授予研發合同。但是，蘇聯空軍高級指揮部所提出的戰術和技術要求都只能藉由全新設計才能實現。與57毫米口徑的S-5相似的是，在火箭彈的尾部裝上了折疊式穩定尾翼。1971年，S-25在阿赫圖賓斯克的試射場進行其第一次射擊；而在1974年7月至9月之間，都在那裡進行驗收測試。1975年6月，第一批S-25正式交付給蘇聯空軍。
在1970年代中期，還研製了S-25L衍生型號。這是裝有半主動激光尋標引導頭而具備制導能力的S-25。因此，S-25裝上了Kh-25（北約代號：AS-10「凱倫」）所使用的KBT 24N1激光瞄準頭。由此衍生而成的導彈被命名為S-25L，並於1984年獲蘇聯空軍所採用。1993年，S-25L首度向公眾們公開。

## 描述

### 火箭
S-25裝填於由木材和铝製成的PU-O-25火箭筴艙（兼發射管）以內，並且由战斗机所攜帶。火箭筴艙包覆著整個火箭彈身；只有超大口徑的彈頭伸出筴艙管道以外。該火箭彈由一個圆柱体彈體所組成，它包覆著內部的固體火箭。彈身前部直徑擴大，用以容納戰鬥部和各衍生彈種的內容物。彈頭的前部為尖端向前的直角圓錐。火箭彈尾裝上了具有由四枚尾翼組成的尾翼組件。在飛行中，尾翼為火箭彈提供以大約600轉／分鐘的速度的穩定作用旋轉。在固體火箭噴嘴之間，還整合了曳光劑套件，以實現更好的視覺追踪效果。激光制導型時，還會在彈身正面裝有四枚三角形的控制前翼。在發射前，火箭彈的彈身直徑較小的部分裝入PU-O-25火箭筴艙以內，而尾翼圍繞着火箭彈折疊起來。加上彈頭的形狀，可以減少外掛火箭彈所造成的空氣阻力。當火箭彈離開發射管以後，尾翼就會在彈簧或氣流的作用力下展開。無制導型S-25的射程為2,000—4,000公尺，燃燒時間為1.95—2.86秒。無制導型火箭彈的圆概率误差（CEP）約為50公尺。S-25可在高空25—3,000公尺的範圍以內以高達1,500公里／小時的速度發射。
而制導型的S-25L在火箭彈頭以上裝有一個42公斤，內裝24N1激光瞄準頭、SUR-73自動駕駛儀、控制面和電源的模塊。而實際的彈頭、彈身的火箭發動機和穩定尾翼則保持不變。為了使控制模塊當中的控制邏輯在600轉／分鐘以下正常運轉而不發生故障或中斷，模塊可旋轉地安裝而且不隨之旋轉。經修改以後的PU-O-25L火箭筴艙內部裝上了用以連接掛載它的戰機系統的電子信號接口。制導型S-25的射程為7,000公尺；而1984年推出的S-25LD型號還將射程延長至11,000公尺的範圍。制導型火箭彈的圆概率误差（CEP）可以5—10公尺為準，具體取決於激光來源。其激光瞄準器亦可藉由選用電視制導導引頭（S-25TV）或紅外制導導引頭（S-25IRS）代替。

### 彈頭
S-25火箭彈的目的是打擊軟、半硬和硬目標。最初型號被命名為S-25O和S-25F，當中字母O代表破片彈頭，而F則代表高爆彈頭。S-25O的彈頭直徑為420毫米，重量為150公斤。破片彈頭會在深入地面以下約30米處被RV-25近炸引信所引爆，從而造成最佳的表面碎裂效應。在撞擊時，彈頭在爆炸中分解為5,500枚重型和12萬顆輕質破片，撞擊半徑為400至500公尺。而S-25F的彈頭直徑為320毫米，明顯地要比S-25O小，但重達190公斤。這枚彈頭裝有觸發引信。當這火箭彈撞擊的是鬆散的土壤時，S-25F會造成深度為1公尺、直徑為3.5公尺、如火山口般的彈坑。較為先進的型號S-25OF和S-25OFM（高爆破片彈頭）裝有機電型引信的改進型彈頭。這可以根據目標類型進行調整（延遲或延長）。彈頭的重量是151公斤。此外還設計了裝有一枚锥形装药彈頭的S-25O-PU，用以對付地堡或裝甲目標。
S-25L裝有質量達到155公斤的強化型貫穿彈頭。另外，還安裝了21千克的重型破片彈頭。S-25L可以貫穿1.5公尺的钢筋混凝土或4—5公尺的土壤。另外，還有裝上了194千克重型碎片彈頭的型號。

## 型號
- 無制導火箭：
  - S-25F：裝有高爆彈頭的型號，射程2,000—3,000公尺。
  - S-25O：裝有破片杀伤彈頭和無線電近炸引信的型號。
  - S-25O-PU：裝有锥形装药彈頭的型號。
  - S-25OF：裝有高爆破片彈（俄语：Осколочно-фугасный снаряд）頭的型號。
  - S-25OFM：用於強化型目標的型號。
  - S-25M：S-25OF的現代化型號。
  - S-25MD：現代化版本，射程延長至4,000—5,000公尺。
- 制導型導彈：
  - S-25L：激光制導的型號，碉堡剋星，裝有穿地彈頭的型號，射程7,000公尺。
  - S-25LD：激光制導並延長射程的型號，射程11,000公尺。
  - S-25TV：選用電視制導導引頭的型號，主要用於出口。
  - S-25IRS：選用紅外制導導引頭的型號。
  - S-25A：選用Ku波段（18—40千兆赫）主動雷達導引主動雷達導引頭的型號。[6]
  - S-25SE：裝有格洛纳斯制度系统的原型。[8]

## 圖集

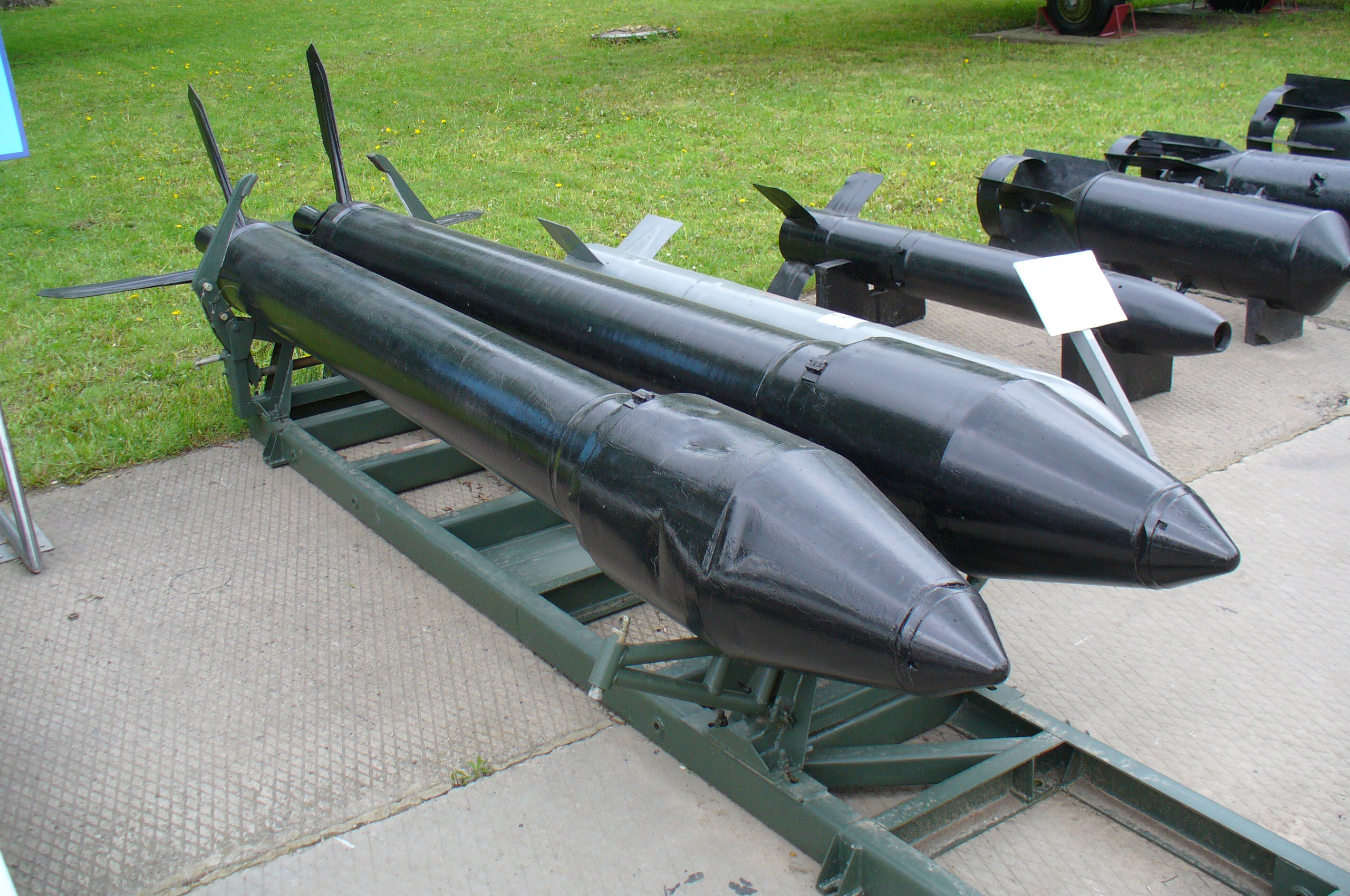
S-25F高爆彈
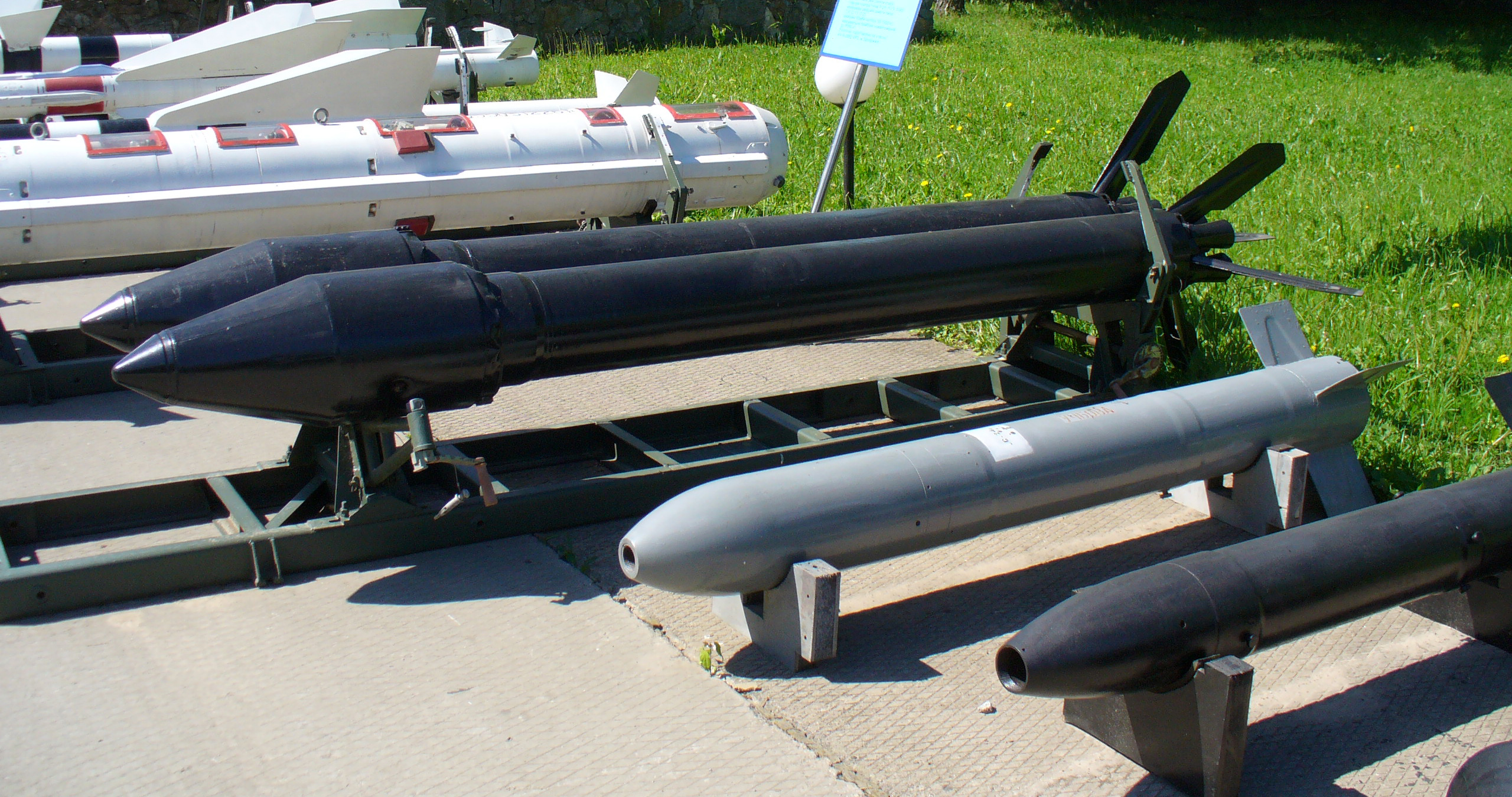
與其他火箭彈的比較
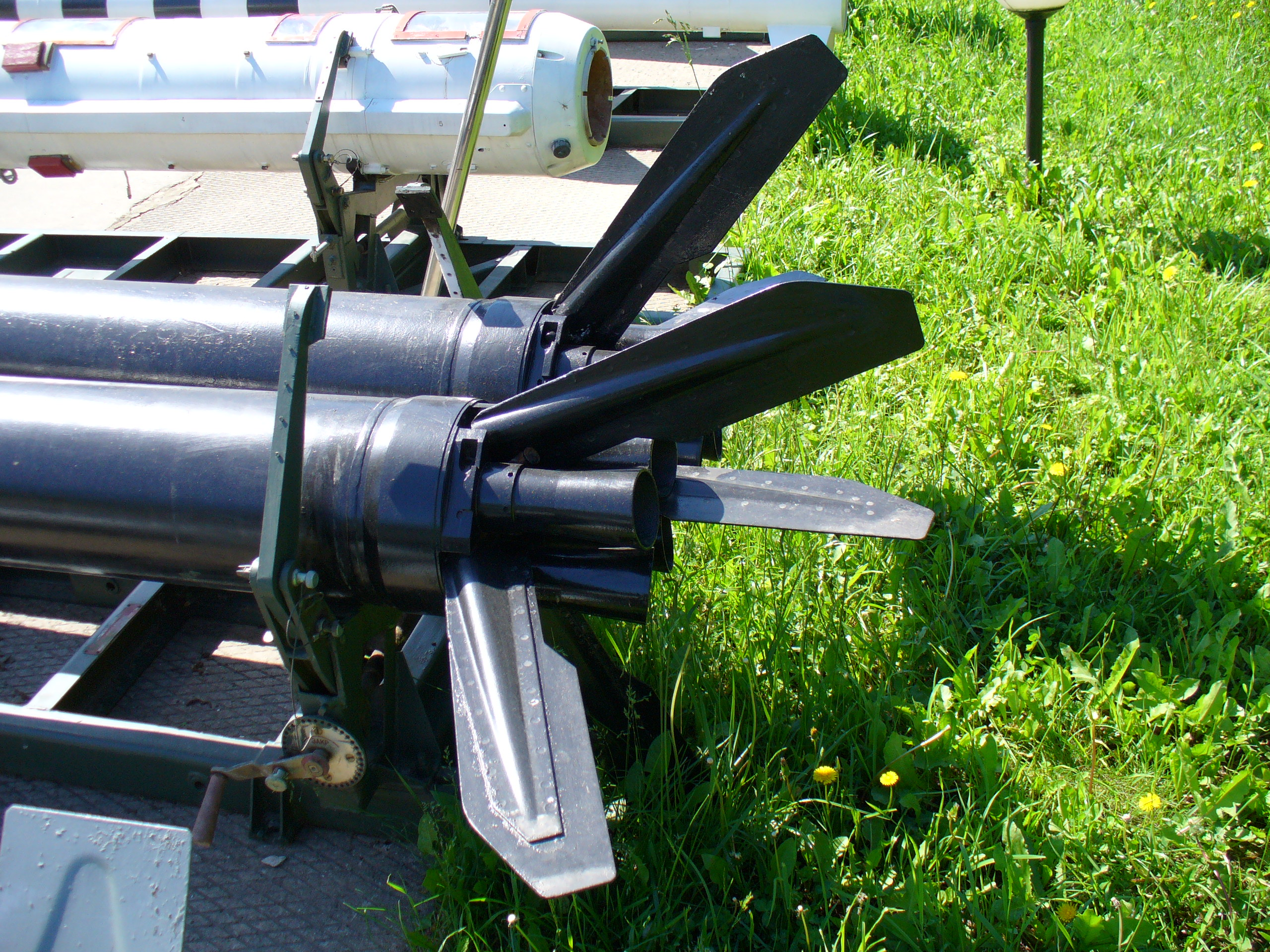
尾翼
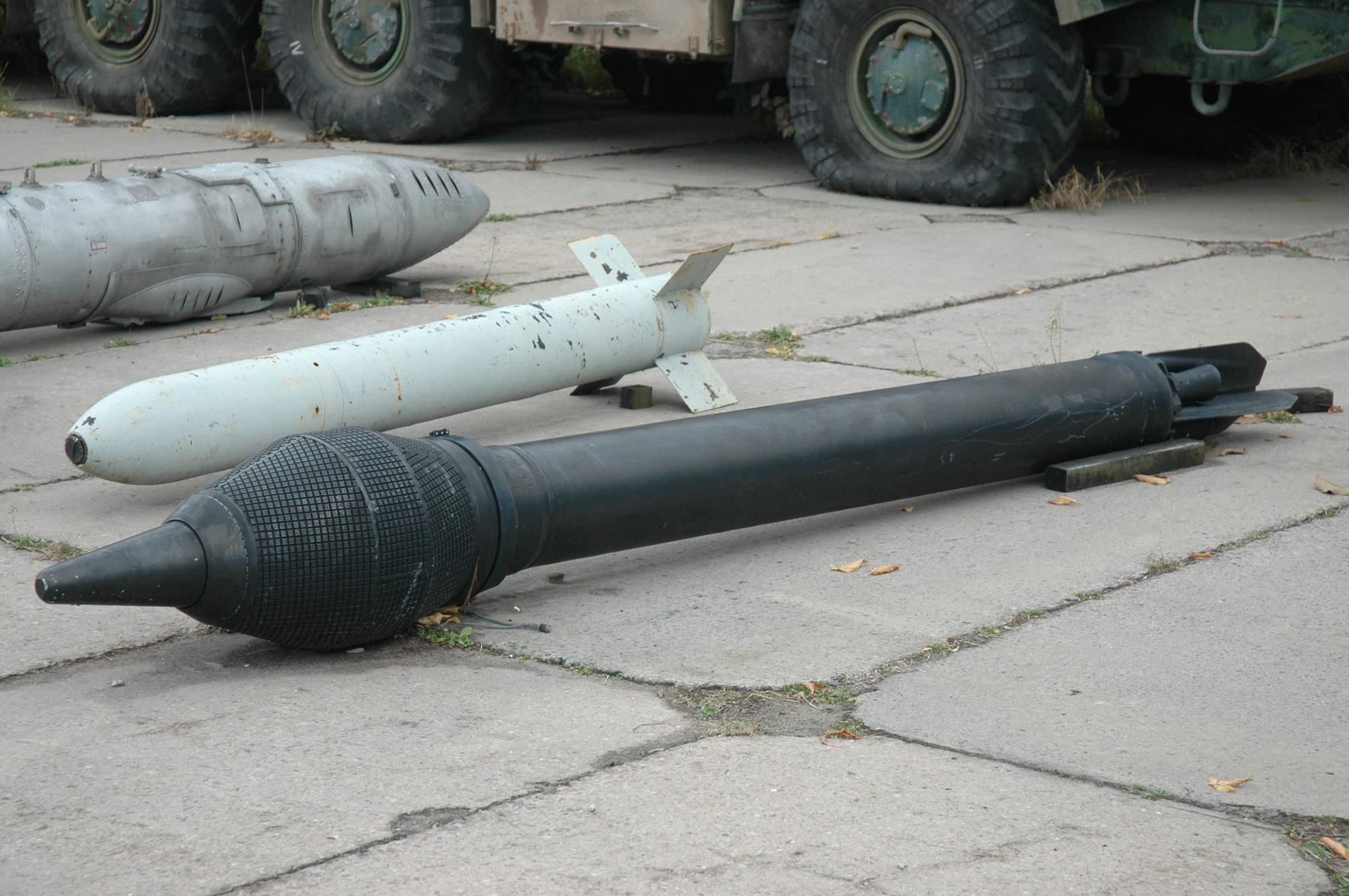
S-25O破片殺傷彈
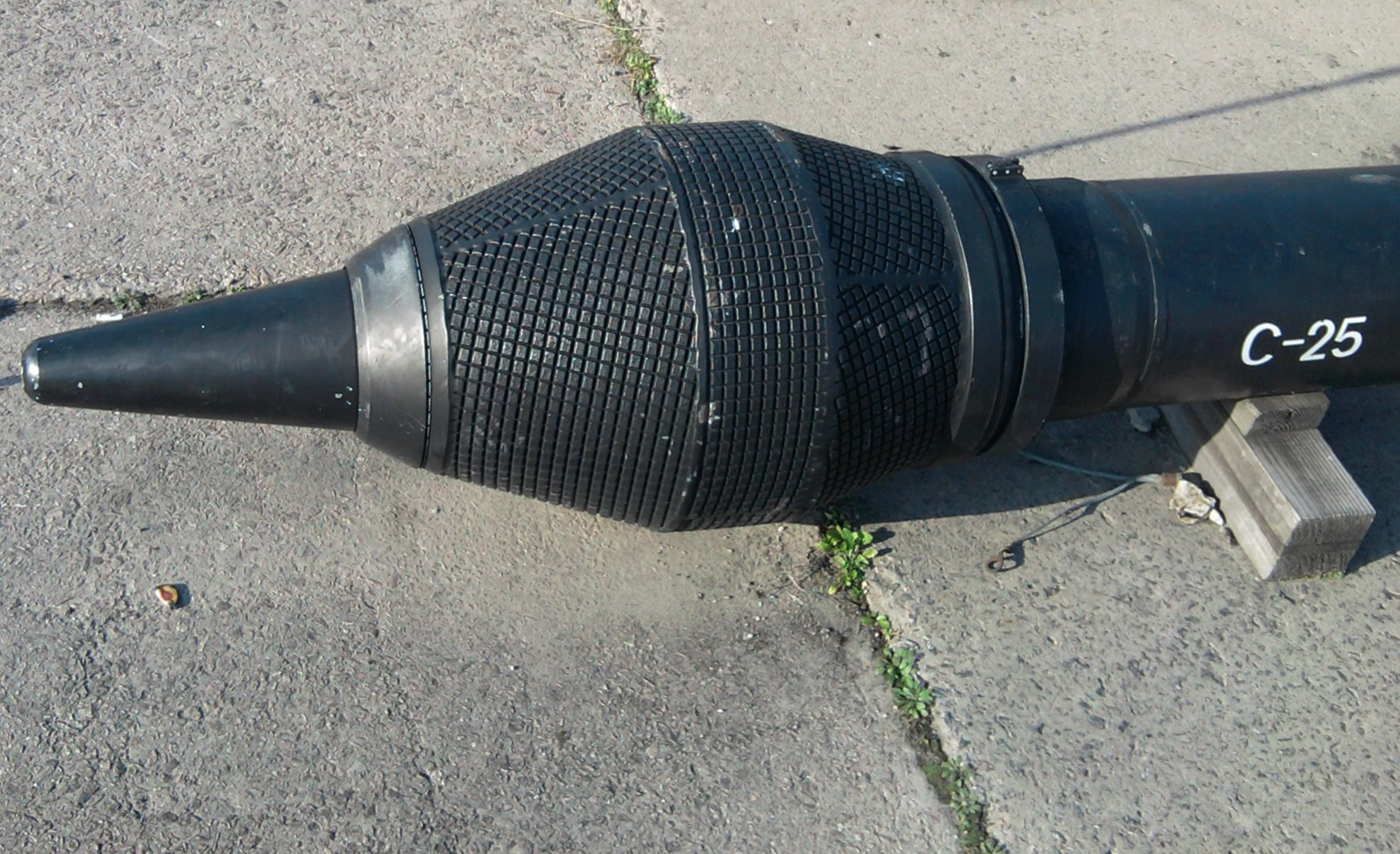
破片殺傷彈頭特寫
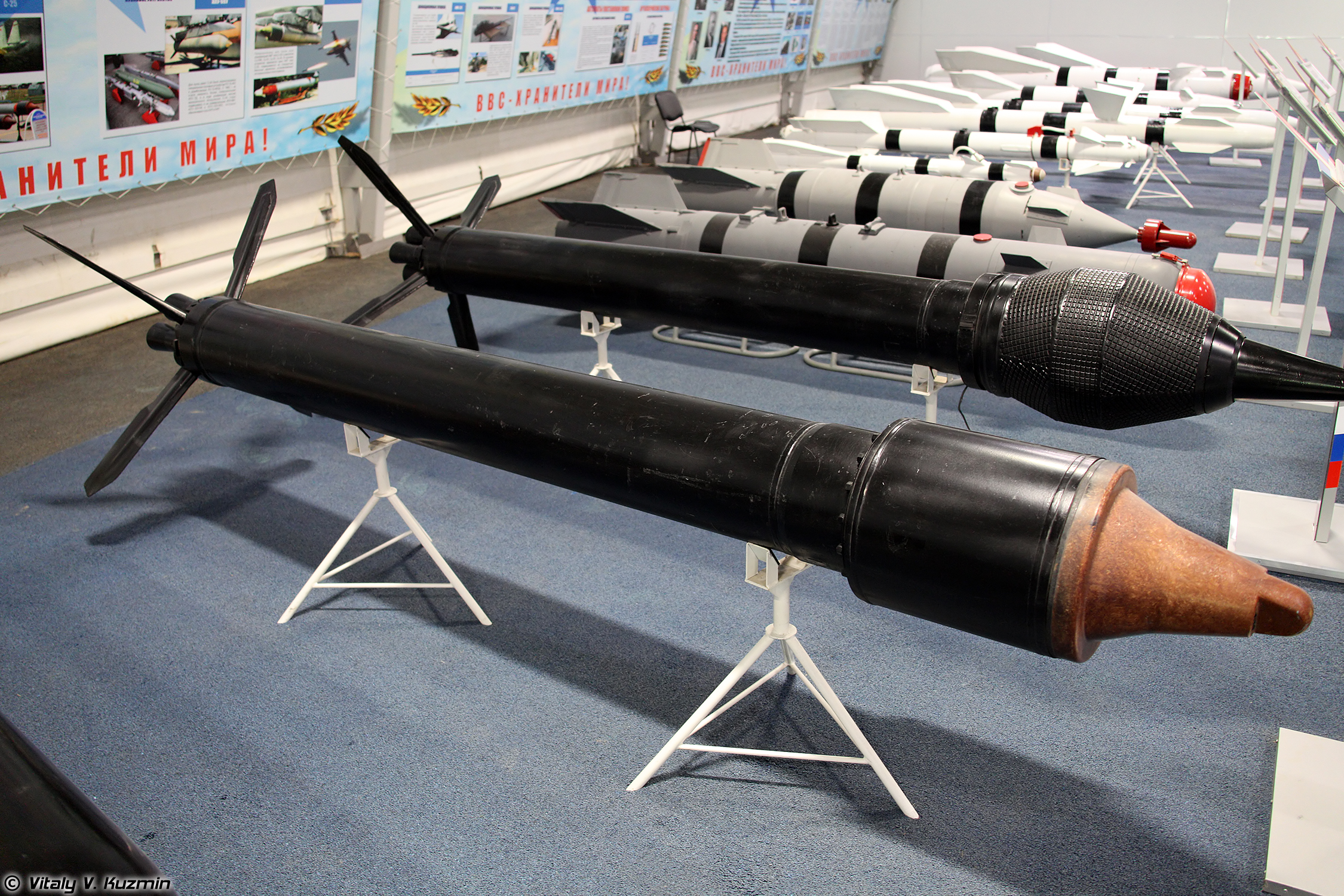
S-25OF高爆破片彈與S-25OFM強化型高爆破片殺傷彈
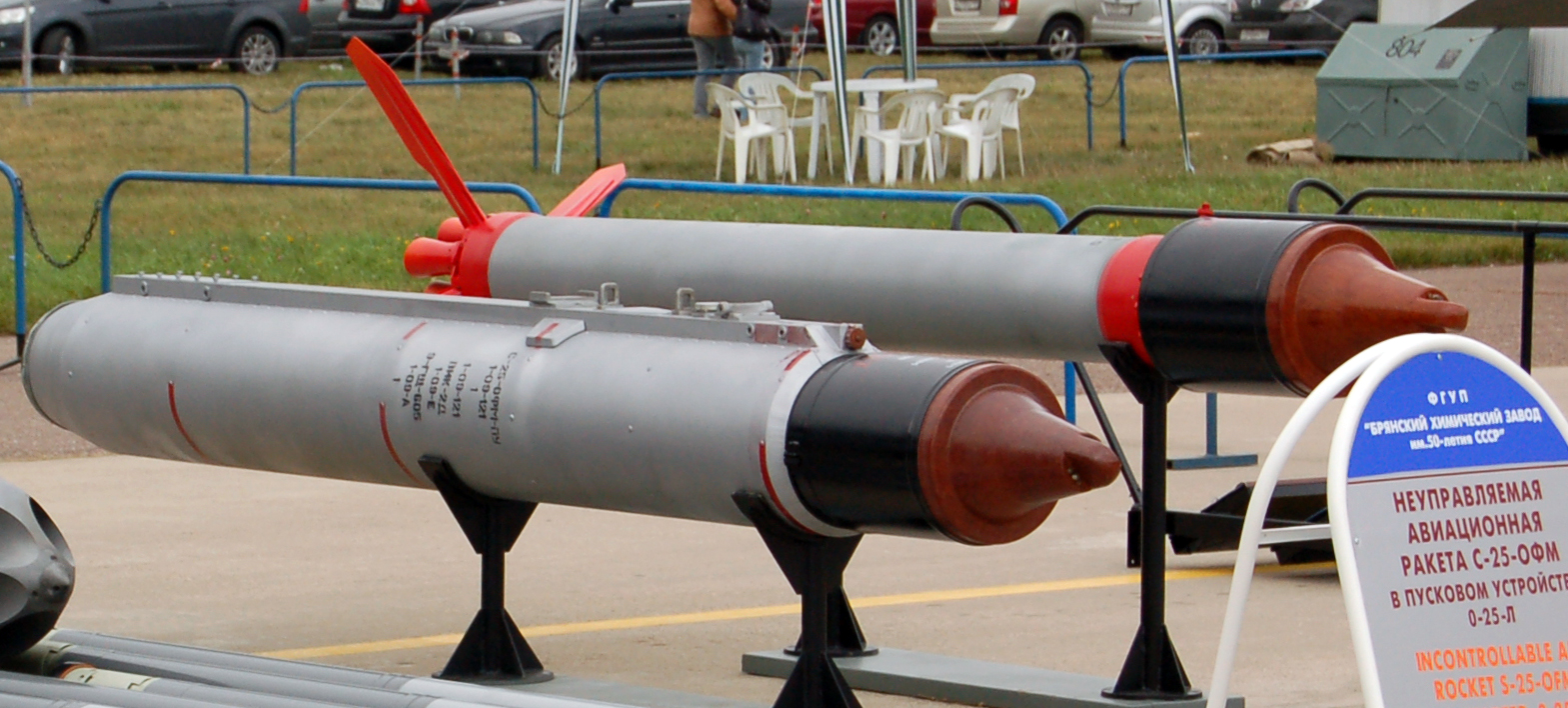
S-25OFM強化型高爆破片殺傷彈與S-25L激光制導彈

## 資料來源
1. 1 2 3  airwar.ru （页面存档备份，存于）, Zugriff: 19. Februar 2014
2. 1 2 3 4  Yefim Gordon: Soviet/Russian Aircraft Weapons since World War Two. Midland Publishing, 2004.
3. ↑  sistemasdearmas.com （页面存档备份，存于）, Zugriff: 19. Februar 2014
4. 1 2 3 4  Jane’s Air-Launched Weapon Systems. Edition 2002, Ducan Lennox, 詹氏資訊集團 2002.
5. 1 2  Norman Friedman: The Naval Institute guide to world naval weapons systems, 1997–1998, （页面存档备份，存于） Zugriff: 19. Februar 2014
6. 1 2  ausairpower.net （页面存档备份，存于）, Zugriff: 19. Februar 2014
7. ↑  .   [2018-03-14]. （原始内容存档于2006-09-25）.
8. ↑  Russian Air Force prepares to test guided rockets （页面存档备份，存于） IHS Jane’s 360, Zugriff: 19. Februar 2014

## 外部連結
- （俄文）—www.airwar.ru—С-25（页面存档备份，存于）
- （法文）—www.aviationsmilitaires.net